# Kaskiërs

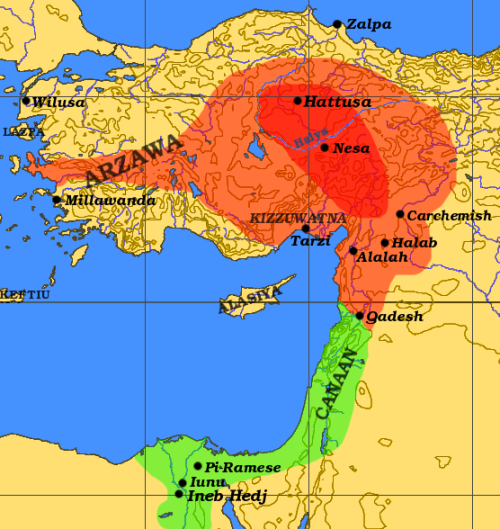
Het Hettitische Rijk (rood) op het hoogtepunt van zijn macht in ca. 1290 v.Chr., grenzend aan het Egyptische rijk (groen)

De Kaskiërs of Kaska (Kaška, ook Kaskas of Gasgas) waren een volk in Anatolië uit de Bronstijd, bekend van Hettitische bronnen. Zij leefden tussen het Hettitische kerngebied en de Zwarte Zee, en worden genoemd als de reden dat het Hettitische rijk zich nooit in die richting uitgebreid heeft. Zij hebben mogelijk de plaats ingenomen van sprekers van een Palaïsche taal in hun thuisstad Pala. Al in het Vroege Brons -vóór de Hettieten- onderscheidt zich hun woongebied van dat van hun zuiderburen (de Hattiërs waarschijnlijk). Er zijn namelijk geen citadels te vinden, die in het zuiden een centrale rol spelen in de cultuur en de economie.
Als de Kaskiërs niet op strooptochten waren of dienden als huurling, fokten ze varkens en weefden ze linnen. Kasku was de naam van de maangod in het Hattisch, de taal die gesproken werd op de plaats van hun eerste bekende verovering, Nerik. Dit hoeft echter niet te betekenen dat de Kaskiërs zelf zich identificeerden met de Hattiërs of hun taal spraken.
Vanaf het bewind van Tudhaliya II (rond 1430 v.Chr.) waren de Kaskiërs doorgedrongen tot de ruïnes van de heilige stad Nerik. Tudhaliya's derde campagne was tegen de Kaskas. Zijn opvolger Arnuwanda I sprak een gebed tot de goden opdat Nerik weer aan het rijk toegevoegd zou worden. Hij sprak ook van Kammama en Zalpuwa als steden die volgens hem eerst aan de Hettieten toebehoorden, maar die nu veroverd waren door de Kaskiërs. Arnuwanda probeerde de relatie te verbeteren door tribuut te betalen.
Ergens tijdens de regimes van Arnuwanda en Suppiluliuma I (rond 1330 v.Chr.) werden de Kaskiërs getroffen door een sprinkhanenplaag, zoals beschreven staat in kleitabletten uit Maşat Höyük. De hongerige Kaskiërs konden zich aansluiten bij Hayasa-Azzi en de Isuwa in het oosten, en samen met andere vijanden van de Hettieten verwoestten ze de hoofdstad Hattusa. Waarschijnlijk hebben ze ook de tweede stad van de Hettieten, Sapinuwa geplunderd. Suppiluliuma's kleinzoon Hattusili III schreef in de 13e eeuw v.Chr. over de tijd voor Tudhaliya. Hij vertelt dat de "Kaska van Nenassa hun grens gemaakt hadden", en dat de Hayasa-Azzi hetzelfde gedaan hadden met Samuha.
In de Amarnabrieven schrijft Amenhotep III aan koning Tarhunta-Radu van Arzawa dat het "Land Hattusa" uitgewist was, en vroeg vervolgens aan Arzawa om hem enige exemplaren van de Kaskiërs, van wie hij zoveel had gehoord, te sturen. De Hettieten namen ook Kaskische onderdanen in dienst.
Tudhaliya III en Suppiluliuma I (circa 1375-1350 BC) verplaatsen het hof naar Samuha en vielen vandaar Hayasa-Azzi binnen. De Kaskiërs probeerden tussenbeide te komen, maar Suppiluliuma versloeg hen. Nadat Suppiluliuma het gebied volledig gepacificeerd had, konden Tudhaliya en Suppiluliuma optrekken naar Hayasa om dit vervolgens te verslaan, ondanks verwoestende guerrillatactieken op hun achterhoede. Zo'n twaalf stammen van Kaskas verenigden zich vervolgens onder Piyapili, maar deze kon niet op tegen Suppiluliuma.
Uiteindelijk veroverden Tudhaliya en Suppiluliuma Hattusa terug voor de Hettieten, maar de Kaskiërs bleven een bedreiging. Ten tijde van de ziekelijke Arnuwanda II (rond 1323 v.Chr.) maakten de Hettieten zich zorgen over de Kaskiërs van Ishupitta, binnen het rijk, tot Kammama, die wellicht hun voordeel konden doen met de toen heersende pest in Hatti. De ervaren commandant Hannutti ging naar Ashupitta, maar hij stierf daar. Ishupitta verklaarde zich vervolgens onafhankelijk, en Arnuwanda stierf vervolgens ook.
Arnuwanda's broer en opvolger Mursili II vertelt in zijn annalen dat hij deze opstand neersloeg. In de decennia hierna zouden de Kaskiërs actief blijven in Durmitta en in Tipiya, dicht bij de Tarikarimu-berg in het land van Ziharriya, en bij de Asharpaya-berg op de weg naar Pala. Zij kwamen allen in opstand of pleegden banditisme op enorme schaal. Aanvankelijk versloeg Mursili elke Kaskische stam een voor een. Toen verenigden de Kaskiërs zich onder Pihhuniya of Tpiya. Pihhuniya veroverde Istitina en trok verder naar Zazzissa. Maar Mursili versloeg dit leger en bracht Pihhuniya terug naar Hattusa als gevangene.
Mursili ging toen over op een meer defensieve strategie, met een keten van grensforten. Toch waren de Kaskiërs in staat om Hattusa te plunderen, vroeg in de 13e eeuw v.Chr. toen de zoon van Mursili, Muwatalli II koning van de Hatti was. Muwatalli stopte met het in dienst nemen van Kaskiërs en verplaatste zijn hoofdstad meer zuidelijk naar Tarhuntassa. Hij benoemde zijn broer, de latere Hattusili III, als gouverneur van de noordelijke mark. Hattusili versloeg de Kaskiërs en heroverde Nerik. Bij zijn troonsbestijging verhuisde hij de hoofdstad weer terug naar Hattusa.
Het Hettitische koninkrijk ging ten onder in de algemene chaos van rond 1200 v.Chr. De Assyrische koning Tiglat-Pileser I deed verslag van activiteiten van de Kaskiërs en hun Mushki-bondgenoten in het voormalige Hatti-kerngebied. Tiglath-Pileser versloeg hen, en de Kaskiërs verdwenen vervolgens voorgoed uit de historische bronnen. De zuidelijke kustlijn van de Zwarte Zee verschijnt pas weer in de historie bij de kolonisatie door Armeniërs, echter vele malen onder de voet gelopen door Iraanse volkeren als de Cimmeriërs.